# Pluty (województwo podkarpackie)
Pluty – wieś w Polsce położona w województwie podkarpackim, w powiecie mieleckim, w gminie Tuszów Narodowy.
Wieś powstała w 1732 roku jako kolonia Padwi. W roku 1853 została założona szkoła. W 1914 roku toczyły się działania wojenne. W latach 1975–1998 miejscowość położona była w województwie rzeszowskim.